# えふえむ・エヌ・ワン

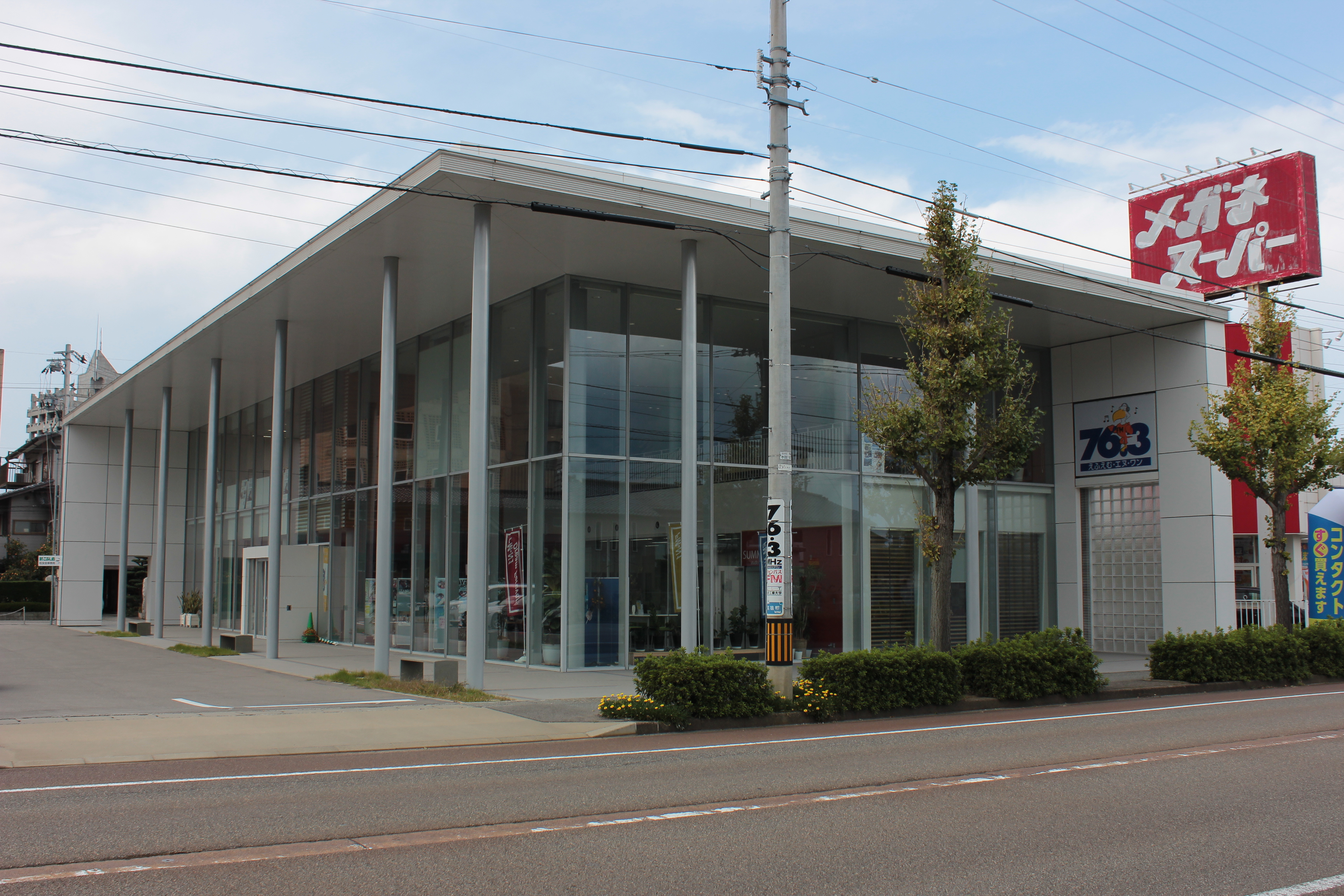
えふえむ・エヌ・ワン（現社屋）

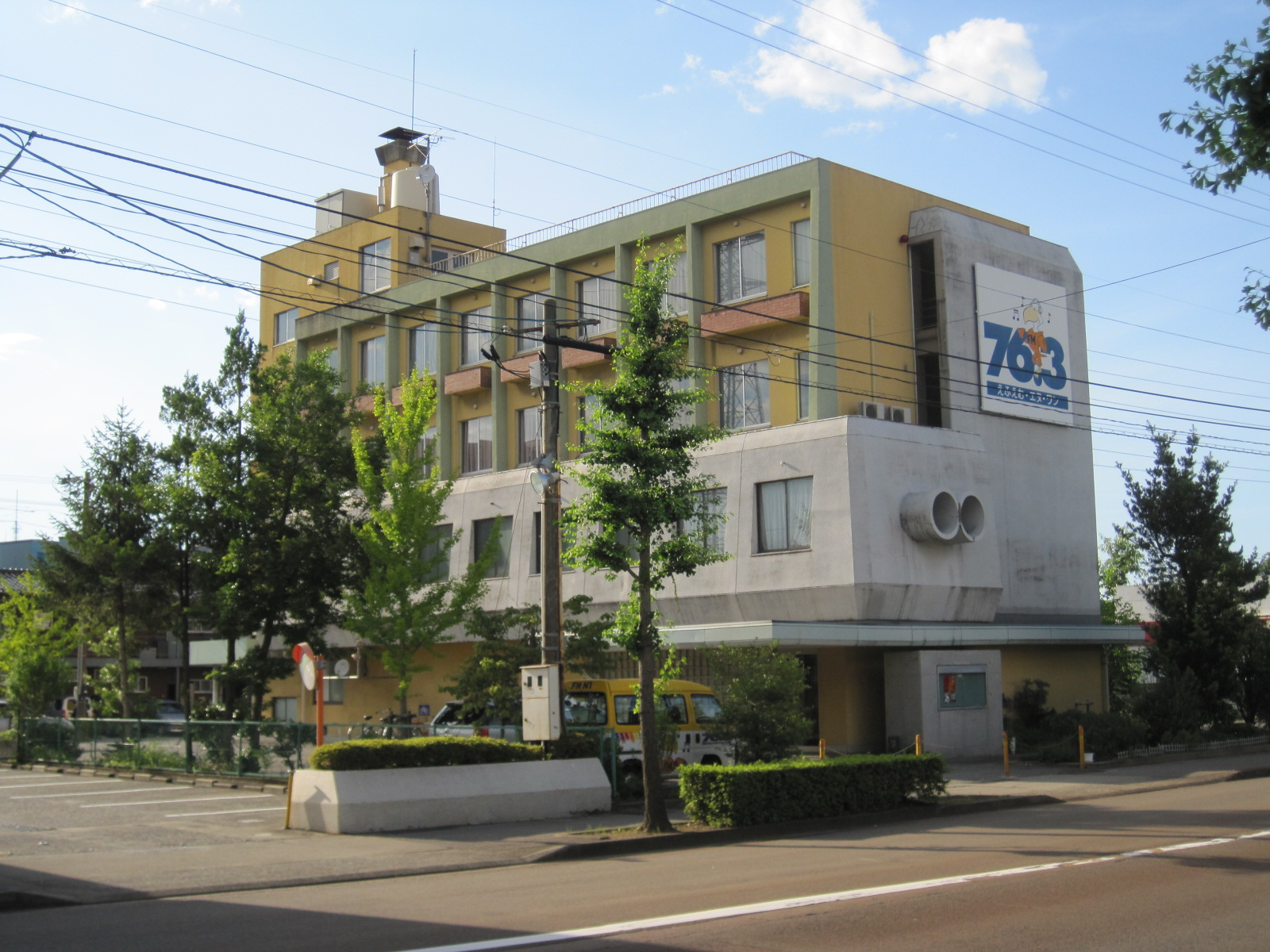
えふえむ・エヌ・ワン（旧社屋）

株式会社えふえむ・エヌ・ワンは、石川県野々市市の全域、白山市ならびに金沢市の各一部地域を放送区域として超短波放送（FM放送）を行っている特定地上基幹放送事業者である。同一の愛称でコミュニティ放送（コミュニティFM）を行っているが、北國新聞の番組表などではFM-N1と表記される場合がある。

## 概要
金沢工業大学が中心となって設立された第三セクターのコミュニティFM局で、石川県内かつ北陸地方（新潟県を除く）で初めて開局した。金沢工業大学の扇が丘キャンパス28号館が本社演奏所・送信所となっており、日本で初めてとなる大学構内で放送を行うFMラジオ局として開局した。
放送形態は、5時開始起点で日曜日深夜を除き24時間放送で、深夜の時間帯（月曜日から金曜日は24:00以降、土曜・日曜日は23:00以降）は自主制作番組の再放送に割り当てしている。自主制作番組に力を入れており、自主制作率は放送エリアがほぼ重複するラジオかなざわを上回る。また、北陸地方で初めてインターネットラジオでの配信を2008年（平成20年）6月16日から行っている。
特徴として、収録番組の比率が比較的高く、平日の朝7時の枠、ならびに週末や年末年始はほぼすべてが収録番組となる。2019年4月の番組改編で土曜・日曜のほとんどの時間帯が再放送に変更されている。また、長時間のローカルワイド番組の放送は行われていない。演奏楽曲として、いわゆる演歌と呼ばれるものは流さない。曲は最初から最後までかけるということが局是である。
開局当初は一部時間帯でPCM Z-SKYの再送信を、時期は不明だが程なくJ-WAVEの再送信に切り替えてしばらく行っていたが、2009年4月1日をもって廃止となりほぼ100％自主制作となった。J-WAVEの再送信を行うコミュニティFMが多いが、同局が全国で初めて再送信を始めたのがきっかけとなり、全国に広まっていったものである。

## J-WAVEの再送信の終了
開局当初から、一部の時間帯でJ-WAVEの番組を再送信していた。また、日曜深夜については2005年3月まではJ-WAVEの『J's Journal』や音楽セレクション番組を放送していた（J's Journal終了から2009年9月まではこの時間は放送休止枠だったが2009年10月からは自主制作枠となっている）。しかし、2008年6月にサイマルラジオを開始するにあたり、J-WAVEの番組はサイマル放送できないため、2009年4月1日をもってJ-WAVEの再送信を終了した。これにより石川県内においてJ-WAVE再送信局がなくなった。

## 現在の主な番組
2022年10月時点。現在の番組の詳細は、公式サイトの週間番組表などを参照。◎印は再放送が設定されている番組。

### 月曜 - 金曜
曜日記載のないものはすべて月曜日から金曜日までの放送。
生放送ニュース・情報枠
- よろしく!スタジオスウィング（10:00 - 10:15）
- よろしく!スタジオサミット（13:00 - 13:30）
- よろしく!スタジオサンセット（17:00 - 17:30）
  - 2019年4月の番組改編で新設された番組で、番組名は各スタジオの名称から。2019年3月までの番組名は『みずほ証券株式市況&チョットチャット763』で月曜10時台は株式市況のみの放送。この番組を含めたニュース枠では『読売新聞ニュース』が放送される[注 4]。

その他の番組
- ひとりじゃないよ（5:00 - 6:00）◎
- エヌワンPOPS（6:00 - 6:30）◎
- ホームタウン野々市（6:30 - 7:00、11:15 - 11:55、16:00 - 17:00）
  - 野々市市の広報番組[9]。開局当初は週末も放送された（現在は廃止）[1]。
- KIT PMC 駆ける未来と懐かしドーナツ（7:00 - 8:00）◎
- 黄金の喉は歌い継ぐ〜FM-N1 ゴールデンスロート（8:00 - 8:30）◎
- 永瀬喜子のきょうも元気で（月曜日 9:00 - 10:00） - 番組内では白山市による広報コーナーがある[10]。
- 谷口悦子の暮らし上手に（火曜日 9:00 - 10:00）
- 今出しづのうらら麗らか（木曜日 9:00 - 10:00）
- 金原ゆかりの優雅な週末（金曜日 9:00 - 10:00）
- N1コミュニティ（火曜日 - 金曜日 10:15 - 11:15）
- 季節に歌い四季に酔い（13:30 - 14:00）◎
- KIT CAMPUS WAVE[6]（18:00 - 19:00）◎ - 金沢工業大学の学生団体「WAVEプロジェクト」[11]による自主制作の番組。18時台と19時台の2部構成となっていたが、2020年10月の番組改編で18時台のみの放送に変更した。
- MMT（19:00 - 20:00）◎ - 金沢工業大学の学生による自主制作の番組。MMTとは「My Music Time」（マイ・ミュージック・タイム）の略語。
- エバの音楽探訪（火曜日 23:00 - 24:00）◎

### 土曜・日曜
- キャンパス・アメニティ（土曜日 11:00 - 12:00）◎
- ウィンド・ブラス・コレクション（土曜日 18:00 - 19:00）◎
- ブロークン・タイムマシン（日曜日 18:00 - 19:00）◎

## 過去の主な番組
- わんわんピース
- PMCサウンド・ガーデン
- 新篁（しんこう）マイ・ディア・ソング
- ドリバーとけいすけの二人三脚
- 小さな喫茶店でアルバム聴けば
- ホームタウンののいち - 野々市市の広報番組。月曜日から金曜日（祝日を除く）は野々市市役所内の情報交流館カメリアからの公開放送。
- ほくでん アリス・サウンズ・ハッピー - 2011年3月11日に発生した東北地方太平洋沖地震（東日本大震災）以降は「ほくでん」の冠を外して放送されていた（北陸電力#提供番組も参照）。
- 日本の歌そぞろ歩き
- 丸いレコード三角関係
- 1212幸せの数字
- ワーナーマイカル映画通り
- My Music Time - 金沢工業大学の学生による自主制作番組。
- N1ミュージックファイル
- 土曜サウンド倶楽部
- ふぉん　Phone Songs
- 遥か昭和に耳を澄ませば〜25人の作曲家を聞く〜
- あなたの傍に歌がある[7]
- 生活いち番シャトル便
- iMA音楽アリーナ[7]
- iMA音楽 Show Around
- ハイスクールDJ - 星稜高等学校、石川県立金沢泉丘高等学校、石川県立野々市明倫高等学校、国際高等専門学校、の放送部が週替わりで番組を担当。
- KIT大家さんは見守り隊
- KITドリバーが行く
- リレキカコログ
- Go!チャンネル
- ニコニコウキウキ〜日本のコミックソング〜
- 作曲家・筒美京平の世界
- KIT PMCレコード・ボックス[7]
- KITラジオラボ
- ごあいさつ御当地唄
- ようこそ!スタジオシラヤマへ
- 今夜はバラード気分[7]

## 放送されていた主なJ-WAVEの番組
- Across The View（深夜帯時代のみ）
- OH! MY RADIO（同上）
- TR2
- Still Life
- ROCKETMAN SHOW!!
- WORLD WIDE 120 from LONDON
- KISS AND HUG
- AJINOMOTO 6 P.M.
- WORLD AIR CURRENT
- GOLDEN TIME
- DJ KORBY'S RADIO SHOW
- OZ MEETS JAZZ
- MAKE IT 21
- TOKYO REAL-EYES
- 宇多田ヒカルのトレビアン・ボヘミアン
- EARLY MORLEY BIRD
- LOHAS SUNDAY
- TOKIO HOT 100
- SAUDE! SAUDAGE...（一時期のみ）
- CLASSY CAFE
- AUTOMOBILE RADIO
- TOKYO CONCIERGE
- GROWING REED
- J-WAVE 25

ほか

## 開局10周年特別番組 あなたが好きです
2005年12月27日に開局10周年を迎え、特別番組が放送された。
- 1部 N1新たな旅立ち-歌謡曲とともに- （9:00 - 10:00）
- 2部 N1ジャズ・フォーエバー （10:15 - 11:15）
- 3部 N1より愛をこめて （11:15 - 13:00）
- 4部 N1あの素晴らしいフォークソングをもういちど II （13:00 - 16:00）

## 現在の主なパーソナリティ
- 谷口悦子
- 宇野慶子
- 永瀬喜子
- 金原ゆかり
- 今出しづ
- 橋本伸行
- 中島望
- 嶋健太郎
- 金沢工業大学 学生団体WAVEプロジェクト[6]

AIパーソナリティなど
- ドリバー
- サイモン（ジュークボックス）
- エバ
- リバー高橋

## スタジオ
えふえむ・エヌ・ワンには、スタジオが6つあり、いずれも頭文字がアルファベットの「S」となっている。
本社（金沢工業大学扇が丘キャンパス28号館）
- 第1スタジオ：SUMMIT（サミット）
- 第2スタジオ：SWING（スウィング）
- 第3スタジオ：SMILE（スマイル）
- 第4スタジオ：SUNSET（サンセット）
- 第5スタジオ：SKY（スカイ）

金沢工業大学・国際高等専門学校白山麓キャンパス
- 第6スタジオ：SHIRAYAMA（シラヤマ）

## 受賞経歴
- 2004年（平成16年） - 同年3月15日から3月19日にかけて放送された『PMC団塊の応援歌〜想い出の音楽とともに〜』が第41回ギャラクシー賞ラジオ部門選奨に選ばれた[13]。
- 2005年（平成17年） - 同年1月14日放送の『ストア!オールディーズ』が第42回ギャラクシー賞ラジオ部門選奨に選ばれた[13]。2回連続ギャラクシー賞受賞したのは、コミュニティFMでは初めて。
- 2006年（平成18年） - 10周年企画番組『1949年のボレロ』が放送文化基金賞優秀賞（2位優秀賞、1位本賞は該当作品なし）を受賞した。コミュニティFM局の番組が受賞するのは放送文化基金32年の歴史の中で初めてである。

## その他
SimulRadioの使用プレーヤーは唯一独自のプレーヤーを用いている（かつては他局同様、Windows Media Playerを用いていた）。2010年4月からはiPhoneにおいてもサイマル放送を実施しており、スマートフォンのアプリケーション（iPhone・Android端末）でも聴取可能。また、以前はUstreamでも配信を実施していたが、権利上曲が流せないため、無音のスタジオが配信されていた。